# 月夜野インターチェンジ
月夜野インターチェンジ（つきよのインターチェンジ）は、群馬県利根郡みなかみ町師にある、関越自動車道のインターチェンジ。
みなかみ町と沼田市との境界に位置しており、敷地の一部が沼田市にかかっている。

## 概要
関越自動車道の群馬県内区間では、国道17号に接続できる最北のインターチェンジである。また、隣の水上IC - 湯沢IC間は長大トンネルである関越トンネルを通過するため危険物積載車両の通行が禁止されており、水上ICで接続する国道291号は新潟・群馬の県境付近が上越国境の山岳地帯（清水峠）にあたり車両通行不能となっている。このため、新潟方面へ向かう当該車両は当ICから国道17号の三国峠を通行することになる。

## 道路
- E17 関越自動車道（14番）

## 接続する道路
- 国道17号（月夜野バイパス）

## 料金所
- ブース数：4

### 入口
- ブース数：2
  - ETC専用：1
  - 一般：1

### 出口
- ブース数：2
  - ETC専用：1
  - 一般：1

## 周辺
- 国道291号
- 後閑駅
- 上毛高原駅
- 苗場プリンスホテル・苗場スキー場
- 猿ヶ京温泉・法師温泉・真沢温泉

## 備考
月夜野ICのランプウェイは、一般道路（国道17号）側から関越自動車道本線の練馬方面と長岡方面を分岐する地点までの距離が1.8キロメートル程度もあるロングランプウェイとなっている。これは、関越自動車道の本線はすでに峠越えに向けた登りに入っており、国道との間に大きな高低差が存在するためである。これと似たような構造は東北自動車道矢板ICや常磐自動車道日立北ICなどでも見られる。
時期によっては、付近の後閑駅周辺の国道17号を中心に、観光客による慢性的な渋滞もみられる。

## 隣
E17 関越自動車道
(13)沼田IC - (14)月夜野IC - 下牧PA - (15)水上IC